# Dimitar Straschimirow

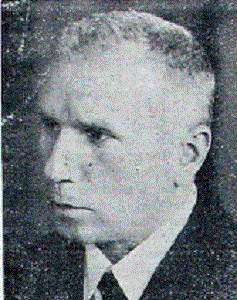
Dimitar Straschimirow

Dimitar Todorow Straschimirow (bulgarisch Димитър Тодоров Страшимиров; * 20. Dezember 1868 in Warna; † 2. März 1939 in Sofia) war ein bulgarischer Historiker, Publizist und Lehrer, Bruder des Schriftstellers Anton Straschimirow.
Straschimirow studierte Literatur und Geschichte in Bern. In seiner wissenschaftlichen Tätigkeit befasste er sich insbesondere mit der Bulgarischen Wiedergeburt des 19. Jahrhunderts.